# Herculine Barbin
Herculine Adélaïde Barbin (Saint-Jean-d'Angély, 8 novembre 1838 – Parigi, 13 marzo 1868) è stata una persona intersex francese, a cui era stato attribuito alla nascita il sesso femminile a causa di una variazione dei genitali, ma alla quale fu imposto per sentenza di tribunale di assumere sesso e nome maschile dopo la pubertà. Al momento di suicidarsi lasciò un celebre memoriale, tradotto in molte lingue.
Il suo caso è stato studiato in anni recenti, a partire da Michel Foucault, per la luce che getta sulla questione della formazione dell'identità di genere e della sua importanza nell'equilibrio psichico dell'individuo.

## Biografia
Gran parte di ciò che conosciamo di Barbin proviene dalle sue memorie. Venne considerata una ragazza e allevata come tale. Chiamata Alexina in famiglia. La sua famiglia era povera ma lei ottenne una borsa di studio per frequentare la scuola di un convento. 
In base al suo racconto, a scuola ebbe una cotta per una compagna aristocratica. Non si considerava attraente, ma talvolta si intrufolava di notte nella camera dell'amica, venendo talvolta punita per questo. Ad ogni modo completò con successo i suoi studi e nel 1856, all'età di diciassette anni, venne mandata a Le Château a studiare per diventare insegnante. Lì s'innamorò di una delle insegnanti.
Benché avesse raggiunto la pubertà, non aveva iniziato ad avere le mestruazioni e il petto rimase piatto. Si radeva il volto e le braccia. 
Nel 1857 la Barbin ricevette un posto come aiuto insegnante in una scuola per ragazze. Si innamorò di un'altra insegnante, Sara, e chiese che solo lei dovesse vestirla. Il suo accudimento si trasformò in carezze e divennero amanti. Alla fine le voci sulla loro storia iniziarono a circolare.
La Barbin iniziò a soffrire per dolori inaspettati. Quando un dottore la visitò rimase scioccato e chiese che venisse allontanata dalla scuola, ma ella restò.
Devota cattolica, la Barbin si confessò al vescovo di La Rochelle, J-F. Landriot. Lei gli chiese il permesso di infrangere il segreto confessionale allo scopo di farla visitare da un dottore. Quando il dottor Chesnet la visitò nel 1860, scoprì che pur avendo una piccola vagina, la Barbin era costituzionalmente mascolina e aveva un piccolo pene e testicoli all'interno del corpo. In termini moderni aveva uno "pseudoermafroditismo maschile".
In seguito una decisione legale determinò che la Barbin divenisse ufficialmente un uomo. Egli lasciò l'amante e il lavoro, cambiò il suo nome in Abel Barbin e il suo caso venne menzionato dalla stampa. Si trasferì a Parigi, dove visse in povertà e scrisse le sue memorie, ritenute parte di una terapia.
Nelle memorie, Barbin usò pronomi femminili nel descrivere la sua vita prima della riattribuzione, e pronomi maschili, includendo i nomi Alexina e Camille, in seguito alla sentenza legale. Ad ogni modo, Barbin si considerava punita, “diseredata” e 
soggetta ad una “ridicola inquisizione”. 
Nel febbraio del 1868, il portinaio del palazzo dove abitava Barbin, in rue de l'École-de-Médecine, lo trovò morto nel suo appartamento. Barbin si era suicidato con i gas della sua stufa. Le sue memorie vennero trovate accanto al letto.

## Memorie e commentari moderni
Il dottor Regnier ne accertò la morte, recuperò le memorie ed eseguì un'autopsia. In seguito diede le memorie ad Auguste Ambroise Tardieu, che successivamente ne pubblicò dei brani. Degli estratti vennero tradotti in inglese nel 1980.
Michel Foucault scoprì le memorie al Dipartimento francese di igiene pubblica e le fece ripubblicare in versione integrale, con un suo commento. 
Judith Butler parla del lavoro di Foucault e delle memorie di Barbin nel suo libro Gender Trouble e di temi analoghi tratta Jeffrey Eugenides nel suo libro Middlesex.
Nel 1984 René Feret ha diretto Il segreto di Alexina, film che narra la vicenda di Herculine Barbin.